# Megacerwiksozaur
"Megacerwiksozaur" ("Megacervixosaurus tibetensis") – nieformalna nazwa zauropoda o niepewnej pozycji filogenetycznej, żyjącego w późnej kredzie (ok. 83-65 mln lat temu) na terenach Azji. Jego szczątki (zęby i kręgi) znaleziono w Chinach (Tybet). Zhao (1983) zaliczył go do grupy Homalosauropodoidea, obejmującej zauropody cechujące się zębami przypominającymi kształtem kołki. Analizy kladystyczne wykazują, że zauropody zaliczane do tej grupy (Mamenchisaurus, zauropody obecnie zaliczane do rodziny Diplodocidae i do kladu Titanosauria) nie są blisko spokrewnione; obecnie grupa Homalosauropodoidea, jako polifiletyczna, generalnie nie jest wyróżniana. Dinozaur ten nie został jak dotąd formalnie opisany; do czasu opublikowania wymaganego opisu "Megacervixosaurus" pozostaje nomen nudum.
Jego nazwa znaczy "tybetański jaszczur o długiej szyi".